# Caprotinia
Les Caprotinia o Nonae Caprotinae eren unes festes de l'antiga Roma dedicades a Juno Caprotina que es celebraven el dia 7 de juliol a favor de les esclaves.
Durant la celebració, els participants, homes lliures i esclaves, corrien colpejant-se amb bastons i amb els punys. Només les dones podien participar en els sacrificis que es feien aquell dia.
Plutarc parla de dos possibles orígens d'aquesta festa. Una a la Vida de Numa Pompili, i l'altra a la de Marc Furi Camil. Diu que la festa commemorava (com també ho feia la Poplifugia) la misteriosa desaparició de Ròmul durant una tempesta, que va interrompre una assemblea que es feia als «aiguamolls de les cabres». També diu que commemorava una victòria de Marc Furi Camil sobre els llatins, on segons la tradició, una esclava anomenada Tutela, vestida amb robes de noble es va entregar als enemics com a hostatge. A la nit va pujar dalt d'una figuera borda (caprificus) on va encendre una torxa per indicar que els romans podien atacar el campament. L'atac va tenir èxit i es va convertir en una important victòria. Durant el festival se sacrificaven cabres sota d'una figuera.